# Коко Вест (Флорида)
Коко Вест (енгл. Cocoa West) насељено је место без административног статуса у америчкој савезној држави Флорида.

## Демографија
По попису из 2010. године број становника је 5.925, што је 4 (0,1%) становника више него 2000. године.
| Група             | 2000.         | 2010.         |
| Белци             | 3.147 (53,1%) | 2.670 (45,1%) |
| Афроамериканци    | 2.421 (40,9%) | 2.447 (41,3%) |
| Азијати           | 15 (0,3%)     | 32 (0,5%)     |
| Хиспаноамериканци | 209 (3,5%)    | 608 (10,3%)   |
| Укупно            | 5.921         | 5.925         |